# 2004-es OFC-nemzetek kupája
A 2004-es OFC-nemzetek kupája volt a hetedik kontinentális labdarúgótorna az OFC-nemzetek kupája történetében. A zárókört 10 válogatottal rendezték Ausztráliában 2004. május 29. és október 12. között. A kupát Ausztrália válogatottja nyerte meg, miután a döntőben 5-1-re, illetve a visszavágón 6-0-ra legyőzte a Salamon-szigeteket.

## Kvalifikáció

### A csoport
| Csapat           | J | Gy | D | V | Rg | Kg | Gk  | P  |
| ---------------- | - | -- | - | - | -- | -- | --- | -- |
| Salamon-szigetek | 4 | 3  | 1 | 0 | 14 | 1  | +13 | 10 |
| Tahiti           | 4 | 2  | 2 | 0 | 5  | 1  | +4  | 8  |
| Új-Kaledónia     | 4 | 2  | 1 | 1 | 16 | 2  | +14 | 7  |
| Tonga            | 4 | 1  | 0 | 3 | 2  | 17 | -15 | 3  |
| Cook-szigetek    | 4 | 0  | 0 | 4 | 1  | 17 | -16 | 0  |

| 2004. május 10. |

| Salamon-szigetek                                  | 6–0 | Tonga |
| ------------------------------------------------- | --- | ----- |
| Fa'arodo 12', 30', 77' Maemae 62', 76' Samani 79' |     |       |

| Lawson Tama Stadion, Honiara, Salamon-szigetek Nézőszám: 12 385 Játékvezető: Attison (vanatui) |

| 2004. május 10. |

| Tahiti                  | 2–0 | Cook-szigetek |
| ----------------------- | --- | ------------- |
| Temataua 2' Moretta 80' |     |               |

| Lawson Tama Stadion, Honiara, Salamon-szigetek Nézőszám: 12 000 Játékvezető: Singh (Fidzsi-szigeteki) |

| 2004. május 12. |

| Salamon-szigetek                                     | 5–0 | Cook-szigetek |
| ---------------------------------------------------- | --- | ------------- |
| Waita 21' Omorokio 27' Samani 45' Maemae 70' Leo 81' |     |               |

| Lawson Tama Stadion, Honiara, Salamon-szigetek Nézőszám: 14 000 Játékvezető: Fred (Vanuatui) |

| 2004. május 12. |

| Tahiti | 0–0 | Új-Kaledónia |
| ------ | --- | ------------ |
|        |     |              |

| Lawson Tama Stadion, Honiara, Salamon-szigetek Nézőszám: 14 000 Játékvezető: Rakaroi (Fidzsi-szigeteki) |

| 2004. május 15. |

| Tonga                   | 2–1 | Cook-szigetek |
| ----------------------- | --- | ------------- |
| Uhatahi 46' Vaitaki 61' |     | Pareanga 59'  |

| Lawson Tama Stadion, Honiara, Salamon-szigetek Nézőszám: 15 000 Játékvezető: Sosongan (Pápua-új-guineai) |

| 2004. május 15. |

| Salamon-szigetek             | 2–0 | Új-Kaledónia |
| ---------------------------- | --- | ------------ |
| Omorokio 10' George Suri 42' |     |              |

| Lawson Tama Stadion, Honiara, Salamon-szigetek Nézőszám: 20 000 Játékvezető: Attison (Vanuatui) |

| 2004. május 17. |

| Új-Kaledónia                                                                   | 8–0 | Cook-szigetek |
| ------------------------------------------------------------------------------ | --- | ------------- |
| Pierre Wajoka 3' Michel Hmae 20', 40', 42', 52', 85' Djamali 25' José Hmae 35' |     |               |

| Lawson Tama Stadion, Honiara, Salamon-szigetek Nézőszám: 400 Játékvezető: Singh (Fidzsi-szigeteki) |

| 2004. május 17. |

| Tahiti                         | 2–0 | Tonga |
| ------------------------------ | --- | ----- |
| Gabriel Wajoka 1' Temataua 78' |     |       |

| Lawson Tama Stadion, Honiara, Salamon-szigetek Nézőszám: 400 Játékvezető: Sosongan (Pápua új-guineai) |

| 2004. május 19. |

| Új-Kaledónia                                                                         | 8–0 | Tonga |
| ------------------------------------------------------------------------------------ | --- | ----- |
| José Hmae 4' Poatinda 26', 42', 79' Michel Hmae 45' Pierre Wajoka 54', 58' Kaume 72' |     |       |

| Lawson Tama Stadion, Honiara, Salamon-szigetek Nézőszám: 14 000 Játékvezető: Fred (Vanuatui) |

| 2004. május 19. |

| Salamon-szigetek | 1–1 | Tahiti    |
| ---------------- | --- | --------- |
| Batram Suri 80'  |     | Simon 30' |

| Lawson Tama Stadion, Honiara, Salamon-szigetek Nézőszám: 18 000 Játékvezető: Sosongan (Pápua új-guineai) |

A Salamon-szigetek és Tahiti jutott be a 2004-es OFC-nemzetek kupája következő fordulójába.

### B csoport
| Csapat          | J | Gy | D | V | Rg | Kg | Gk  | P  |
| --------------- | - | -- | - | - | -- | -- | --- | -- |
| Vanuatu         | 4 | 3  | 1 | 0 | 16 | 2  | +18 | 10 |
| Fidzsi-szigetek | 4 | 3  | 0 | 1 | 19 | 5  | +14 | 9  |
| Pápua Új-Guinea | 4 | 2  | 1 | 1 | 17 | 6  | +11 | 7  |
| Szamoa          | 4 | 1  | 0 | 3 | 5  | 11 | -6  | 3  |
| Amerikai Szamoa | 4 | 0  | 0 | 4 | 1  | 34 | -33 | 0  |

| 2004. május 10. |

| Pápua Új-Guinea | 1–1 | Vanuatu    |
| --------------- | --- | ---------- |
| Wasi 73'        |     | Lauru 90+' |

| Toleofoa J.B. Soccer Complex, Apia, Szamoa Nézőszám: 500 Játékvezető: Breeze (ausztrál) |

| 2004. május 10. |

| Szamoa                                                  | 4–0 | Amerikai Szamoa |
| ------------------------------------------------------- | --- | --------------- |
| Bryce 12' Fasavalu 30', 53' Michael 66' (tizenegyesből) |     |                 |

| Toleofoa J.B. Soccer Complex, Apia, Szamoa Nézőszám: 500 Játékvezető: Afu (Salamon-szigeteki) |

| 2004. május 12. |

| Vanuatu                                                                                    | 9–1 | Amerikai Szamoa |
| ------------------------------------------------------------------------------------------ | --- | --------------- |
| Qorig 30' (tizenegyesből), 45+' Mermer 37', 56', 90+' Poida 55' Chilia 65' Maleb 80', 90+' |     | Natia 39'       |

| Toleofoa J.B. Soccer Complex, Apia, Szamoa Nézőszám: 400 Játékvezető: Fox (Új-zélandi) |

| 2004. május 12. |

| Fidzsi-szigetek                                | 4–2 | Pápua Új-Guinea       |
| ---------------------------------------------- | --- | --------------------- |
| Rabo 24' Toma 45+' Gataurua 78' Rokotakala 90' |     | Davani 12' Komboi 44' |

| Toleofoa J.B. Soccer Complex, Apia, Szamoa Nézőszám: 400 Játékvezető: Diomis (ausztrál) |

| 2004. május 15. |

| Fidzsi-szigetek                                                                                     | 11–0 | Amerikai Szamoa |
| --------------------------------------------------------------------------------------------------- | ---- | --------------- |
| Toma 7', 11', 16' Vulivuli 24' Rokotakala 32', 38' Sabutu 45+', 81' Masinisau 60' Gataurua 75', 77' |      |                 |

| Toleofoa J.B. Soccer Complex, Apia, Szamoa Nézőszám: 300 Játékvezető: Fox (Új-zélandi) |

| 2004. május 15. |

| Szamoa | 0–3 | Vanuatu                          |
| ------ | --- | -------------------------------- |
|        |     | Mermer 13' Chillia 55' Maleb 57' |

| Toleofoa J.B. Soccer Complex, Apia, Szamoa Nézőszám: 650 Játékvezető: Breeze (ausztrál) |

| 2004. május 17. |

| Pápua Új-Guinea                                                                     | 10–0 | Amerikai Szamoa |
| ----------------------------------------------------------------------------------- | ---- | --------------- |
| Davani 23', 24', 40', 79' Andrew Lepani 26', 28', 64' Wasi 34' Komboi 37' Lohai 71' |      |                 |

| Toleofoa J.B. Soccer Complex, Apia, Szamoa Nézőszám: 150 Játékvezető: Afu (Salamon-szigeteki) |

| 2004. május 17. |

| Szamoa | 0–4 | Fidzsi-szigetek                                  |
| ------ | --- | ------------------------------------------------ |
|        |     | Toma 17' Sabutu 52' Masinisau 82' Rokotakala 84' |

| Toleofoa J.B. Soccer Complex, Apia, Szamoa Nézőszám: 450 Játékvezető: Diomis (ausztrál) |

| 2004. május 19. |

| Vanuatu                     | 3–0 | Fidzsi-szigetek |
| --------------------------- | --- | --------------- |
| Thomsen 45+' Lauru 63', 65' |     |                 |

| Toleofoa J.B. Soccer Complex, Apia, Szamoa Nézőszám: 200 Játékvezető: Breeze (ausztrál) |

| 2004. május 19. |

| Szamoa      | 1–4 | Pápua Új-Guinea                                              |
| ----------- | --- | ------------------------------------------------------------ |
| Michael 69' |     | Davani 16' Andrew Lepani 37' Nathaniel Lepani 55' Komeng 68' |

| Toleofoa J.B. Soccer Complex, Apia, Szamoa Nézőszám: 300 Játékvezető: Diomis (ausztrál) |

Vanuatu és a Fidzsi-szigetek jutott be a 2004-es OFC-nemzetek kupája következő fordulójába.

## Első forduló
| Csapat           | J | Gy | D | V | Rg | Kg | Gk  | P  |
| ---------------- | - | -- | - | - | -- | -- | --- | -- |
| Ausztrália       | 5 | 4  | 1 | 0 | 21 | 3  | +18 | 13 |
| Salamon-szigetek | 5 | 3  | 1 | 1 | 9  | 6  | +3  | 10 |
| Új-Zéland        | 5 | 3  | 0 | 2 | 17 | 5  | +12 | 9  |
| Fidzsi-szigetek  | 5 | 1  | 1 | 3 | 3  | 10 | -7  | 4  |
| Tahiti           | 5 | 1  | 1 | 3 | 2  | 24 | -22 | 4  |
| Vanuatu          | 5 | 1  | 0 | 4 | 5  | 9  | -4  | 3  |

| 2004. május 29. |

| Salamon-szigetek | 1–0 | Vanuatu |
| ---------------- | --- | ------- |
| Batram Suri 51'  |     |         |

| Marden Sports Comples, Adelaide, Ausztrália Nézőszám: 200 Játékvezető: Shield (ausztrál) |

| 2004. május 29. |

| Tahiti | 0–0 | Fidzsi-szigetek |
| ------ | --- | --------------- |
|        |     |                 |

| Hindmarsh Stadium, Adelaide, Ausztrália Nézőszám: 3000 Játékvezető: Diomis (ausztrál) |

| 2004. május 29. |

| Ausztrália    | 1–0 | Új-Zéland |
| ------------- | --- | --------- |
| Bresciano 40' |     |           |

| Hindmarsh Stadium, Adelaide, Ausztrália Nézőszám: 12 130 Játékvezető: Bo Larsen (dán) |

| 2004. május 31. |

| Új-Zéland                        | 3–0 | Salamon-szigetek |
| -------------------------------- | --- | ---------------- |
| Fisher 36' Oughton 81' Lines 90' |     |                  |

| Marden Sports Complex, Adelaide, Ausztrália Nézőszám: 217 Játékvezető: Gonzalez (spanyol) |

| 2004. május 31. |

| Fidzsi-szigetek | 1–0 | Vanuatu |
| --------------- | --- | ------- |
| Toma 73'        |     |         |

| Hindmarsh Stadion, Adelaide, Ausztrália Nézőszám: 500 Játékvezető: Ariiotima (Tahiti) |

| 2004. június 2. |

| Ausztrália                                       | 6–1 | Fidzsi-szigetek |
| ------------------------------------------------ | --- | --------------- |
| Madaschi 6', 50' Cahill 39', 66', 75' Elrich 89' |     | Gataurua 19'    |

| Marden Sports Complex, Adelaide, Ausztrália Nézőszám: 2200 Játékvezető: Gonzalez (spanyol) |

| 2004. június 2. |

| Salamon-szigetek                            | 4–0 | Tahiti |
| ------------------------------------------- | --- | ------ |
| Fa'arodo 9' Menapi 14', 80' Batram Suri 42' |     |        |

| Hindmarsh Stadion, Adelaide, Ausztrália Nézőszám: 50 Játékvezető: Rakaroi (Fidzsi) |

| 2004. június 2. |

| Vanuatu                                  | 4–2 | Új-Zéland       |
| ---------------------------------------- | --- | --------------- |
| Chillia 37' Bibi 64' Maleb 72' Qorig 88' |     | Coveny 61', 75' |

| Hindmarsh Stadion, Adelaide, Ausztrália Nézőszám: 356 Játékvezető: Farina (olasz) |

| 2004. június 4. |

| Új-Zéland                                                                       | 10–0 | Tahiti |
| ------------------------------------------------------------------------------- | ---- | ------ |
| Coveny 6', 38', 45+' Fisher 16', 22', 63' Jones 72' Oughton 74' Nelsen 82', 87' |      |        |

| Marden Sports Complex, Adelaide, Ausztrália Nézőszám: 200 Játékvezető: Shield (ausztrál) |

| 2004. június 4. |

| Salamon-szigetek        | 2–1 | Fidzsi-szigetek |
| ----------------------- | --- | --------------- |
| Kakai 16' Houkarawa 82' |     | Toma 21'        |

| Hindmarsh Stadium, Adelaide, Ausztrália Játékvezető: Attison (Vanuatui) |

| 2004. június 4. |

| Ausztrália                 | 3–0 | Vanuatu |
| -------------------------- | --- | ------- |
| Aloisi 25, 85' Emerton 81' |     |         |

| Hindmarsh Stadion, Adelaide, Ausztrália Nézőszám: 4000 Játékvezető: Ariiotima (Tahiti) |

| 2004. június 6. |

| Tahiti                          | 2–1 | Vanuatu  |
| ------------------------------- | --- | -------- |
| Temataua 40' Gabriel Wajoka 89' |     | Iwai 23' |

| Marden Sports Complex, Adelaide, Ausztrália Nézőszám: 300 Játékvezető: Rakaroi (Fidzsi-szigeteki) |

| 2004. június 6. |

| Új-Zéland           | 2–0 | Fidzsi-szigetek |
| ------------------- | --- | --------------- |
| Bunce 8' Coveny 56' |     |                 |

| Hindmarsh Stadion, Adelaide, Ausztrália Nézőszám: 2000 Játékvezető: Bo Larsen (dán) |

| 2004. június 6. |

| Ausztrália             | 2–2 | Salamon-szigetek |
| ---------------------- | --- | ---------------- |
| Cahill 50' Emerton 52' |     | Menapi 43', 75'  |

| Hindmarsh Stadium, Adelaide, Ausztrália Nézőszám: 3500 Játékvezető: Gonzalez (spanyol) |

Ausztrália és a Salamon-szigetek jutott be a döntőbe.

## Döntő
| 2004. október 9. |

| Salamon-szigetek | 1–5 | Ausztrália                                       |
| ---------------- | --- | ------------------------------------------------ |
| Batram Suri 60'  |     | Skoko 5', 28' Milicic 19' Emerton 43' Elrich 79' |

| Lawson Tama Stadion, Honiara, Salamon-szigetek Nézőszám: 21 000 Játékvezető: O'Leary (új-zéland) |

| 2004. október 12. |

| Ausztrália                                                          | 6–0 | Salamon-szigetek |
| ------------------------------------------------------------------- | --- | ---------------- |
| Milicic 5' Kewell 8' Vidmar 60' Thompson 79' Elrich 82' Emerton 89' |     |                  |

| Sydney Football Stadion, Sydney, Ausztrália Nézőszám: 19 208 Játékvezető: Rakaroi (Fidzsi-szigetek) |

Ausztrália jutott ki a 2005-ös Konföderációs Kupára és a 2006-os VB selejtezőjébe Óceániából.

## Győztes
| A 2004-es OFC-nemzetek-kupája győztese |
| -------------------------------------- |
| AUSZTRÁLIA 4. cím                      |

## Góllövők
| 7 gólos - Fidzsi-szigetek :Veresa Toma 6 gólos - Tim Cahill - Michel Hmae - Vaughan Coveny - Pápua Új-Guinea :Reginald Davani 4 gólos - Brett Emerton - Fidzsi-szigetek :Laisiasa Gataurua - Brent FisherBrent Fisher - Pápua Új-Guinea :Andrew Lepani - Salamon-szigetek :Batram Suri - Salamon-szigetek :Henry Fa'arodo - Salamon-szigetek :Commins Menapi - Vanuatu :Jean Maleb - Vanuatu :Etienne Mermer 3 gólos - Ahmad Elrich - Josip Skoko - Mile Sterjovski - Fidzsi-szigetek :Seveci Rokotakala - Fidzsi-szigetek :Waisake Sabutu - Salamon-szigetek :Alick Maemae - Tahiti :Axel Temataua - Vanuatu :Seimata Chilia - Vanuatu :Alphose Qorig 2 gólos - John Aloisi - Ante Milicic - Fidzsi-szigetek :Esala Masinisau - José Hmae - Pierre Wajoka Öngólok - Tahiti :Vincent Simon (1) | - Ryan Nelsen - Duncan Oughton - Pápua Új-Guinea :Paul Komboi - Pápua Új-Guinea :Mauri Wasi - Szamoa :Tama Fasavalu - Szamoa :Junior Michael - Salamon-szigetek :Commins Menapi - Salamon-szigetek :Gideon Omorokio - Salamon-szigetek :Jack Samani - Tahiti :Gabriel Wajoka - Vanuatu :Wilkins Lauru 1 gólos - Amerikai Szamoa :Natia Natia - Marco Bresciano - Scott Chipperfield - Harry Kewell - Adrian Madaschi - Archie Thompson - Tony Vidmar - David Zdrilic - Cook-szigetek :John Pareanga - Fidzsi-szigetek :Pita Rabo - Fidzsi-szigetek :Thomas Vulivuli - :Ramon Djamali - :Robert Kaume - :Paul Poatinda - :Che Bunce - Neil Jones - Aaron Lines - Pápua Új-Guinea :Eric Komeng - Pápua Új-Guinea :Michael Lohai - Pápua Új-Guinea :Nathaniel Lepani - Szamoa :Dennis Bryce - Salamon-szigetek :George Suri - Salamon-szigetek :Mahlon Houkarawa - Salamon-szigetek :Paul Kakai - Salamon-szigetek :Leslie Leo - Salamon-szigetek :Stanley Waita - Tahiti :Rino Moretta - Tahiti :Vincent Simon - Tonga :Mark Uhatahi - Tonga :Viliami Vaitaki - Vanuatu :Lexa Bibi - Vanuatu :Richard Iwai - Vanuatu :Moise Poida - Vanuatu :Lorry Thomsen |